# Clovis to Phoenix: The Early Years
Clovis to Phoenix: The Early Years è il sessantaduesimo album di Waylon Jennings, pubblicato dall'etichetta ZuZazz Records nel dicembre del 1995, si tratta di una raccolta delle primissime incisioni
di Waylon Jennings che come suggerisce il titolo cominciò a Clovis nel New Mexico nello studio di Buddy Holly per proseguire negli anni seguenti a incidere a Phoenix (Arizona) dove Waylon si esibiva come musicista fisso in un locale da ballo
chiamato "At J.D.'s".Il CD pubblicato dalla Bear Family Records sempre nel 1995 contiene 23 tracce.

## Tracce
1. Sally Was a Good Ole Girl
2. Burning Memories
3. Don't Think Twice It's All Right
4. White Lightning
5. It's So Easy
6. Jole Blon
7. When Sin Stops
8. Love's Gonna Live Here
9. Crying
10. Big Mamou
11. Dream Baby
12. Abilene
13. Lorena
14. Money That's All I Want

## Musicisti
- Waylon Jennings - voce, chitarra
- Gerald W. Gropp - chitarra
- Gerald W. Gropp - voce (brano Abilene)
- Paul E. Foster - basso
- Paul E. Foster - voce (brani Lorena e Abilene)
- Richie Albright - batteria

Brani 6 e 7
- Waylon Jennings - voce
- Buddy Holly - chitarra
- Tommy Allsup - chitarra ritmica
- George Atwood - basso
- Bo Turner - batteria
- "The Roses" - accompagnamento vocale